# Sistema Penitenciário do Distrito Federal
O Sistema Penitenciário do Distrito Federal, constituído pelo conjunto de unidades distritais de execução penal, é gerido pela Secretaria de Estado de Administração Penitenciária (SEAPE/DF), criada com o Decreto nº 40.833, de 26 de maio de 2020, mediante atuação de órgãos relacionados.

## Subsecretaria do Sistema Penitenciário do Distrito Federal
A Secretaria de Estado de Administração Penitenciária administra o sistema penitenciário do Distrito Federal, que atualmente conta com as seguintes unidades:
- Centro de Detenção Provisória – CDP
- Centro de Internamento e Reeducação – CIR
- Penitenciária do Distrito Federal I – PDF I
- Penitenciária do Distrito Federal II – PDF II
- Penitenciária do Distrito Federal IV – PDF IV
- Penitenciária Feminina do Distrito Federal – PFDF
- Centro de Progressão Penitenciária – CPP
- Diretoria Penitenciária de Operações Especiais– DPOE

A Subsecretaria do Sistema Penitenciário (SEAPE/DF) é o órgão responsável por coordenar e acompanhar a aplicação das normas de execução penal, bem como zelar pelo cumprimento das determinações provenientes da Vara de Execuções Penais do Tribunal de Justiça do Distrito Federal e dos Territórios (TJDFT). Ela está estruturada em gerências que desenvolvem o planejamento macro operacional do sistema. Cabe à SEAPE expedir normas, estabelecendo a uniformização dos procedimentos das unidades que lhe são subordinadas, além de coordenar as atividades de escolta, manutenção da disciplina, recaptura, recambiamento, investigação e controle de internos. Ela deve ainda interagir com outros órgãos da administração pública ou privada que tenham ações voltadas a implantação de políticas penitenciárias que proporcionem o cumprimento da legislação de execução penal.

## Estabelecimentos Penais no Distrito Federal
Estão sob acompanhamento, orientação e fiscalização da Vara de Execuções Penais do Distrito Federal (VEP-DF) os seguintes estabelecimentos penais:
- Ala de Tratamento Psiquiátrico – ATP
- Carceragem da Divisão de Controle e Custódia de Presos do Departamento de Polícia Especializada – DCCP
- Centro de Detenção Provisória – CDP
- Centro de Internamento e Reeducação – CIR
- Centro de Progressão Penitenciária – CPP
- 19º Batalhão de Polícia Militar
- Penitenciária do Distrito Federal – PDF-I
- Penitenciária do Distrito Federal II – PDF-II
- Penitenciária do Distrito Federal IV – PDF IV
- Penitenciária Feminina do Distrito Federal (Colméia) – PFDF

## Estatísticas (junho de 2024)
De acordo com relatório do Relatório de Informações Penais (RELIPEN) do Ministério da Justiça, a situação do sistema prisional do Distrito Federal era a seguinte, em junho 2014:
- 6 unidades prisionais, 6.605 vagas, média de vagas por unidade prisional 1.101, capacidade máxima observada por unidade 1.584.
- 15.946 presos, 15º UF em número de presos.
- Taxa de aprisionamento: O Anuário de Segurança Pública 2024, elaborado pelo Fórum Brasileiro de Segurança Pública (FBSP) com base em dados de 2023, já havia mostrado que o DF tem a maior taxa de encarceramento do país, com 1.011 pessoas privadas de liberdade – seja em celas, leitos ou domicílio – a cada 100 mil habitantes.
- Taxa de presos sem condenação: 32%.
- Taxa de presos sem condenação com mais de 90 dias de aprisionamento: 14%.
- Taxa de ocupação do sistema prisional: 215%.
- Faixa etária dos presos: 29% 18-24 anos; 25% 25-29 anos; 20% 30-34 anos, 20% 35-45 anos, 5% 46-60 anos e 1% 61+.
- Raça, cor ou etnia dos presos: 21,5% brancos; 77,9% negros; 0,5% amarelos; 0,0% outros.
- Estado civil dos presos: 69% solteiros; 20,9% em união estável; 7,9% casados; 1% separados judicialmente; 0,8% divorciados; 0,3% viúvos.
- Pessoas com deficiência presas: 103 (1%).
- Escolaridade dos presos (pessoas com informação 85%): 2% analfabetos; 1% alfabetizados sem cursos regulares; 58% ensino fundamental incompleto; 10% ensino fundamental completo; 15% ensino médio completo; 11% ensino médio completo; 2% ensino superior incompleto; 1% ensino superior completo; 0% acima de ensino superior completo.

Para se ter uma ideia mais ampla, o mesmo relatório do Infopen aponta a existência de uma população prisional brasileira de 607.731 presos, existindo somente 376.669 vagas no País. O deficit nacional de vagas, portanto, chega a  231.062.

## Rebelião da Papuda de 2000
No ano de 2000, no Núcleo de Custódia da Papuda, lugar onde os presos aguardam a condenação, aconteceu a maior rebelião do complexo, que resultou em 11 mortes. A ação teve início após 200 detentos, armados com facas artesanais, invadirem o pavilhão B e executarem o detento Ananias Elisário da Silva, com golpes de faca artesanal, ele estava preso por latrocínio. Acredita-se que o motim foi um ajuste de contas, sendo que 9 detentos morreram sufocados pela fumaça do incêndio na cela 1.

## Situação atual
Apesar de denúncias relativas às condições desumanas a que presos e visitantes estão submetidos nas unidades de execução penal do Distrito Federal , o sistema penitenciário distrital ainda se apresenta superlotado
, além de contar com estruturas institucionais e funcionais alheias à realidade e às necessidades dos presos e dos agentes penitenciários, em descompasso com o desenvolvimento de políticas sociais integradas, favorecendo a ocorrência de novas rebeliões.
Mesmo com a série de violentos confrontos entre organizações criminosas ocorridas em 2016 e 2017 em presídios dos estados de Roraima, do Amazonas, e do Rio Grande do Norte pelo controle do tráfico de drogas, a Secretaria de Segurança do Distrito Federal tem considerado muito pequeno o risco de o Distrito Federal enfrentar uma situação semelhante à que culminou na morte de dezenas de presos nas penitenciárias daqueles estados.
A Penitenciária Feminina do Distrito Federal lida com problemas específicos do encarceiramento de mulheres. A perda de laços familiares, tendente a isolar a aprisionada do mundo exterior, é mais frequente do que na realidade masculina. O tráfico de drogas é a causa majoritária do aprisionamento. Como o delito é cometido junto com um companheiro masculino, que também encontra-se no sistema prisional, as visitas são poucas. Trata-se majoritariamente de rés primárias.
Os valores constitucionais da maternidade e da infância encontram-se prejudicados pela falta de estrutura nas condições de berçário, bem como o rompimento da relação com os filhos, em geral, entregues ao cuidado de terceiros.

## Polícia Penal do Distrito Federal

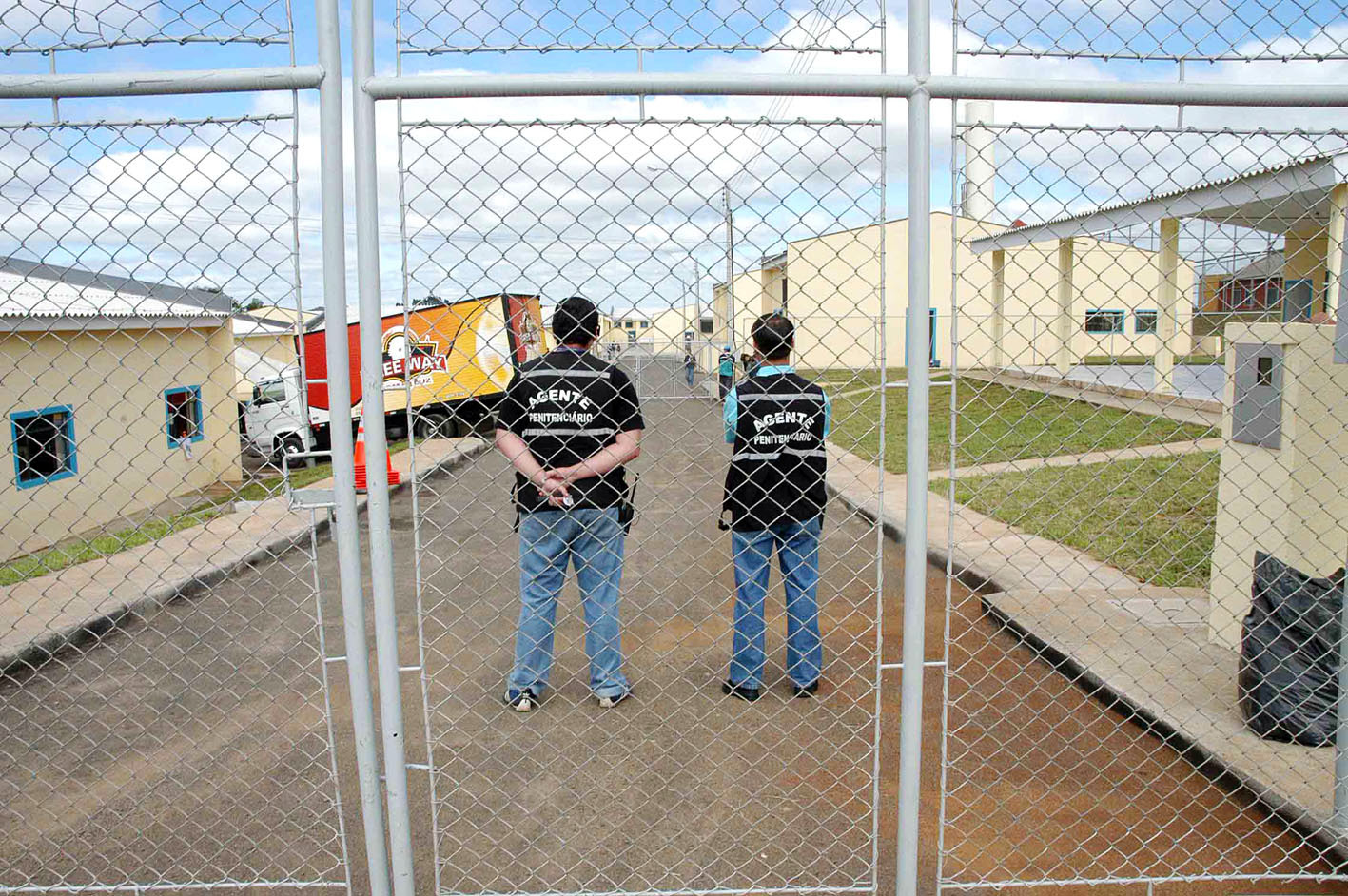
Antigos Técnicos Penitenciários

A Polícia Penal do Distrito Federal foi criada em 2019, através da Emenda Constitucional 104, promulgada pelo Congresso Nacional. A criação da Polícia Penal foi resultado de uma luta da categoria de Técnicos Penitenciários que após se tornaram Agentes de Execução Penal, para por fim se tornarem Policiais Penais do Distrito Federal.
A Polícia Penal é responsável pela segurança do sistema prisional do Distrito Federal, além de parcerias com o Sistema Penitenciário Federal. 
A criação da Polícia Penal do Distrito Federal foi feita através de: 
- Transformação dos cargos de agentes penitenciários e equivalentes
- Realização de concursos públicos
- Lei nº 6.373/2019, que alterou a denominação da Carreira Atividades Penitenciárias

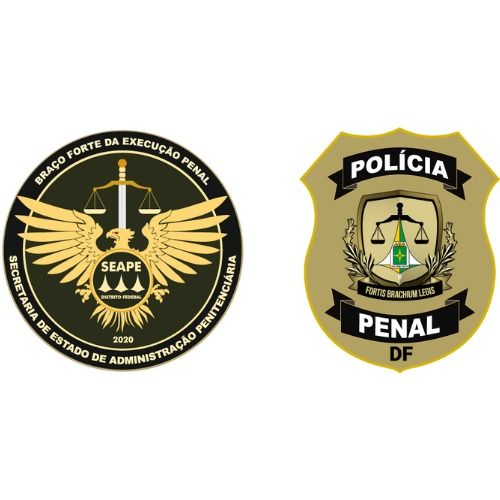
Polícia Penal

- Polícia PenalLei nº 3.669, de 13 de setembro de 2005, que criou a Carreira de Atividades Penitenciárias
- Sanção da lei de regulamentação da carreira de policial penal pelo governador do Distrito Federal, Ibaneis Rocha

A Polícia Penal do Distrito Federal tem como princípios: 
- Proteção e respeito aos direitos e garantias fundamentais
- Promoção da cidadania e da dignidade da pessoa humana
- Proteção da vida e da incolumidade físicaPolícia Penal DF

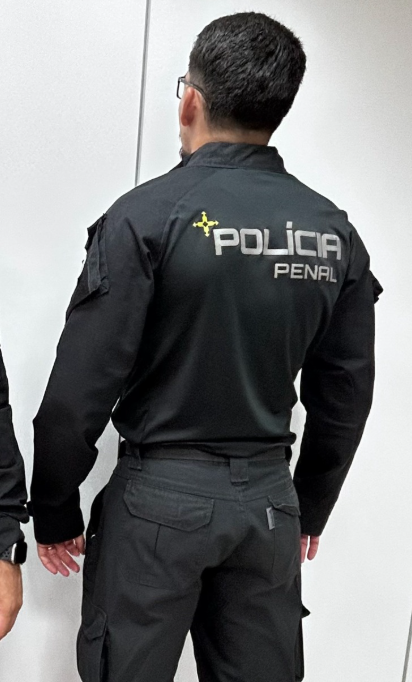
Polícia Penal DF